# Altenkirchen (Meclemburgo-Pomerania Anteriore)
Altenkirchen è un comune situato sull'isola di Rügen nel Meclemburgo-Pomerania Anteriore, in Germania.
Appartiene al circondario (Landkreis) della Pomerania Anteriore-Rügen ed è parte della comunità amministrativa (Amt) di Nord-Rügen.

## Geografia fisica

### Localizzazione
La località si trova nella parte sud-settentrionale dell'isola di Rügen,non lontana da Capo Arkona.

### Quartieri & Sobborghi (Ortsteile)
Il comune è suddiviso nei seguenti quartieri e/o sobborghi:
- Drewoldke
- Gudderitz
- Lanckensburg
- Mattchow
- Schwarbe
- Presenske
- Wollin
- Zühlitz.

## Da vedere
Da vedere: la Chiesa di Altenkirchen, con a fianco la torre dell'orologio in legno.

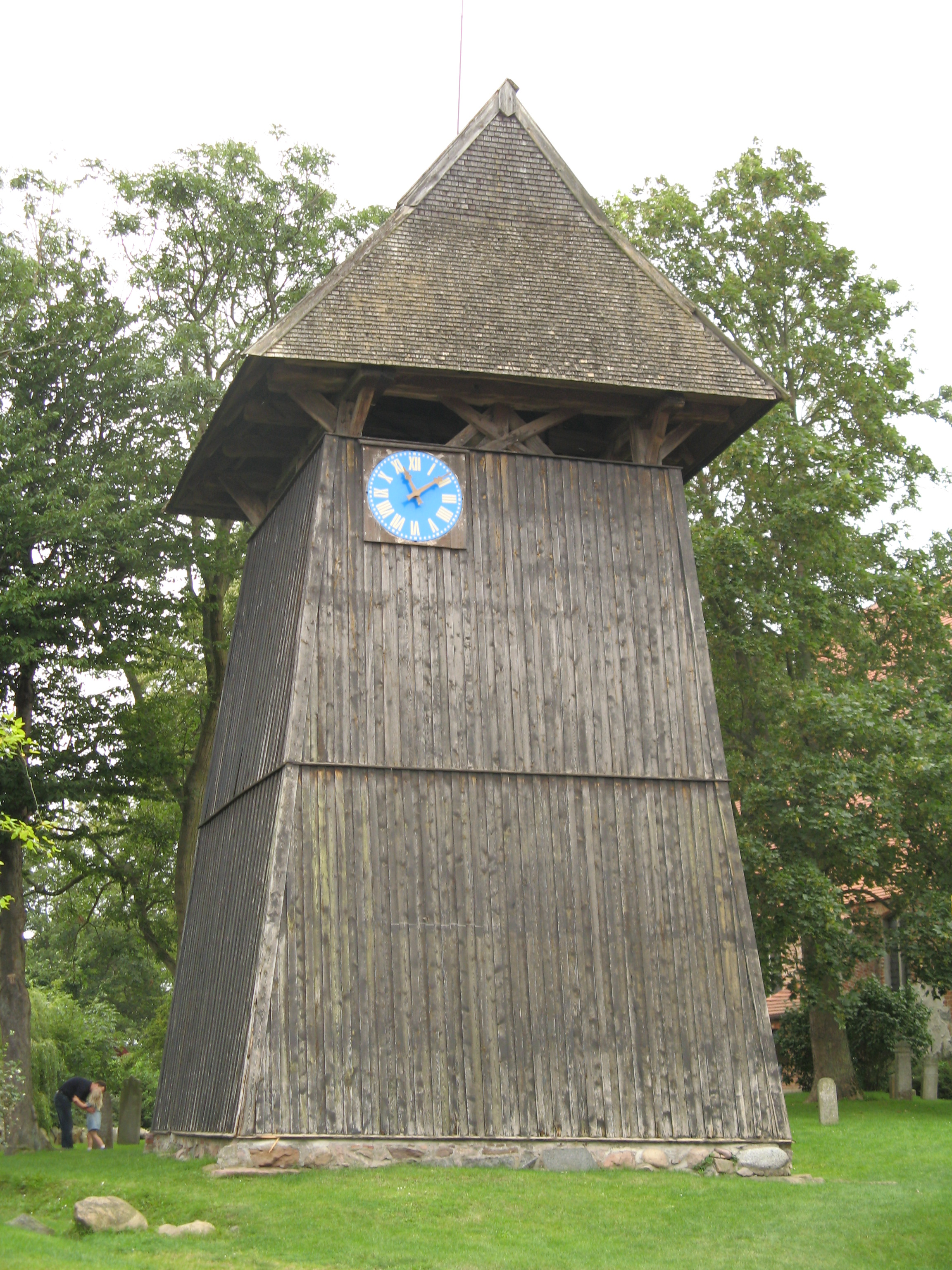
Altenkirchen: La torre dell'orologio in legno